# Skale modalne
Skale modalne – termin w teorii muzyki, który może oznaczać zarówno skale greckie, kościelne jak i współczesne modalne. Związany z pojęciem modus, które w średniowieczu oznaczało typ skali muzycznej, ale w kolejnych epokach przyjmowało rówież inne znaczenia.